# Коростень (пункт контролю)
50°57′27.3″ пн. ш. 28°38′5.3″ сх. д. / 50.957583° пн. ш. 28.634806° сх. д.

Залізнична станція Коростень

Ко́ростень — пункт контролю на державному кордоні України на кордоні з Білоруссю.
Розташований у Житомирській області, на залізничній станції Коростень в однойменному місті на залізничному відрізку Коростень — Овруч — Калинковичі (Білорусь). Відстань до державного кордону — 74 км.
Вид пункту пропуску — залізничний. Статус пункту пропуску — міжнародний.
Характер перевезень — пасажирський, вантажний.
Окрім радіологічного, митного та прикордонного контролю, пункт контролю «Коростень» може здійснювати санітарний і ветеринарний контроль.
Пункт контролю «Коростень» входить до складу митного посту «Коростень» Житомирської митниці. Код пункту контролю — 10103 06 00 (12). Для пропуску товарів, підконтрольних Енергетичній регіональній митниці, існує окремий пункт контролю, який входить до Відділу митного оформлення №3 у м. Новограді-Волинському Енергетичної регіональної митниці. Код пункту контролю — 12400 03 00 (12).